# Single, Out
Single, Out è una serie televisiva australiana creata da Lee Galea e prodotta dalla Indie Melbourne Productions. La serie segue Adam, un giovane che si dichiara gay dopo la sua prima esperienza sessuale.

## Trama
Quando Adam si innamora di Josh, il migliore amico di suo fratello, impara ad accettare la propria sessualità e fa coming out con la sua famiglia. Tuttavia, quando egli decide di cambiare il tema della sua prossima mostra d'arte, diventa evidente che Adam e Josh hanno aspettative diverse nella vita. Nel frattempo la serie segue Adam al lavoro e mentre esce con i suoi amici intraprendendo un viaggio alla scoperta di sé stesso.

## Personaggi e interpreti

### Personaggi principali
- Adam, interpretato da Will Hutchins
- Clayton, interpretato da Steven Christou
Il fratello di Adam
- Marco, interpretato da Ryan Stewart
 Il miglior amico di Adam
- Josh, interpretato da Adam Mountain
L'interesse amoroso di Adam
- Gabe, interpretato da Jake Hyde
 Collega di Adam che è innamorato di lui
- Mamma, interpretata da Julie-Anna Evans
La madre di Adam e Clayton
- Dazi, interpretato da Jaive Arlee McEwan
L'interesse amoroso di Marco
- Sally, interpretata da Kimmi Moscicki
Collega lesbica di Adam
- Billy, interpretato da Luke Dunne
Collega di Josh

## Episodi
| Stagione         | Episodi | Pubblicazione |
| ---------------- | ------- | ------------- |
| Prima stagione   | 6       | 2022          |
| Seconda stagione | 7       | 2023          |

## Produzione
Galea ha scritto la prima bozza di Single, Out nell'agosto 2020 mentre era in lockdown a Melbourne. Nello stesso mese scelse Will Hutchins, Steven Christou e Jake Hyde per interpretare i protagonisti della serie. La maggior parte dei provini sono stati effettuati tramite Zoom. 
Le riprese della prima stagione sono iniziate il 3 marzo 2021 e si sono concluse nel luglio 2021. La serie è stata per lo più autofinanziata da Galea con l'aiuto di familiari, amici e crowdfunding tramite campagne Kickstarter. Le riprese della seconda stagione sono iniziate l'11 settembre 2022, con i primi tre episodi presentati in anteprima al Melbourne Queer Film Festival il 17 novembre 2023.

## Distribuzione
Un trailer della serie è stato diffuso il 28 novembre 2021. È stato presentato in anteprima al OUTshine LGBTQ+ Film Festival del Nord America il 15 ottobre 2022 ed è stato disponibile per lo streaming dal 16 ottobre al 19 ottobre 2022. Il debutto australiano si è tenuto al Melbourne Queer Film Festival il 12 novembre 2022. Gli episodi sono stati presentati anche in vari altri festival cinematografici. La serie è stata presentata anche su tutti i voli Qantas da febbraio 2023 per celebrare il Sydney WorldPride 2023.
La stagione 1 è finalmente diventata disponibile per un pubblico più ampio sul servizio di streaming americano LGBTQ+ Here TV l'11 agosto 2023, etichettata come serie Here TV Exclusive. Nel Regno Unito, la stagione è stata resa disponibile per l'acquisto tramite Amazon Prime, iTunes e Google TV. Alla fine del 2023, la serie è stata pubblicata anche su iTunes, Apple TV, Google TV e YouTube in Australia e in vari altri paesi. Il DVD della prima stagione è stato distribuito il 19 settembre 2023 in America e Canada. L'8 novembre 2023, la serie è iniziata ad andare in onda settimanalmente su OutTV nei Paesi Bassi, Belgio, Svezia, Israele e Spagna. Nel dicembre 2023, la prima stagione è diventata disponibile per lo streaming in Polonia su OUTFILM.
Tutti e sette gli episodi della seconda stagione sono stati proiettati per la prima volta l'8 dicembre 2023 al The Line di Melbourne. A partire dall'8 marzo 2024, la seconda stagione è stata resa disponibile per lo streaming settimanale su Here TV sia negli Stati Uniti che in Canada.
Le riprese della terza stagione sono iniziate il 25 settembre 2023, a seguito di una nuova campagna Kickstarter, sebbene non sia stata fissata una data di distribuzione. Le riprese principali della stagione si sono concluse il 23 gennaio 2024.